# Liga de Argentina de waterpolo masculino
La Liga de Argentina de waterpolo masculino es la competición más importante de waterpolo masculino entre clubes argentinos. Participan 10 equipos de todo el país compitiendo durante todo el año en sistema todos contra todos consagrando campeón al equipo que más puntos haya obtenido cumplidas las 18 fechas reglamentarias. Los 6 equipos mejor clasificados consiguen la plaza para participar del torneo Súper 6 de Water Polo Argentino que corona la temporada oficial de la División de Honor del Water Polo Argentino.
En el año 2020 la Liga fue suspendida por la pandemia.

## Historial
Estos son los ganadores de liga (fuente: Confederación Argentina de Deportes Acuáticos):
- 2023: Gimnasia y Esgrima de Rosario
- 2022: Gimnasia y Esgrima de Rosario
- 2021 : suspendída por Covid 19
- 2020 : suspendída por Covid 19
- 2019: Gimnasia y Esgrima de Rosario
- 2018: Gimnasia y Esgrima de Rosario
- 2017: Gimnasia y Esgrima de Rosario
- 2016: Club Atlético Provincial de Rosario
- 2015: Gimnasia y Esgrima de Rosario
- 2014: Gimnasia y Esgrima de Rosario
- 2013: Club de Gimnasia y Esgrima de Buenos Aires
- 2012: Sportsmen Unidos de Rosario
- 2011: Gimnasia y Esgrima de Rosario
- 2010: Gimnasia y Esgrima de Rosario
- 2009: Gimnasia y Esgrima de Rosario
- 2008: Gimnasia y Esgrima de Rosario
- 2007: Gimnasia y Esgrima de Rosario[1]
- 2006: Club Atlético River Plate
- 2005: sin competición
- 2004: suspendida
- 2003: Gimnasia y Esgrima de Rosario
- 2002: Club de Gimnasia y Esgrima de Buenos Aires
- 2000 Club Atlético Independiente
- 1998 ; Club Gimnasia y Esgrima de Buenos Aires
- 1997 ; Club Gimnasia y Esgrima de Buenos Aires
- 1996 : Club Gimnasia y Esgrima de Buenos Aires
- 1995 ; Club Gimnasia y Esgrima de Buenos Aires
- 1990: Club Comunicaciones (Buenos Aires)
- 1989: Club Comunicaciones (Buenos Aires)
- 1955: Club Atlético Independiente

(...)
- 1953: Club de Regatas Santa Fe y Club Comunicaciones
- 1952: Club Personal del Ministerio de Comunicaciones
- 1951: Club Atlético Independiente
- 1950: Club Atlético Independiente
- 1949: Club Comunicaciones (Buenos Aires)
- 1948: Club Comunicaciones (Buenos Aires)
- 1947: Club Comunicaciones (Buenos Aires)
- 1946: Club de Regatas Santa Fe
- 1945: Club de Gimnasia y Esgrima de Buenos Aires y Club de Regatas Santa Fe
- 1944: Club de Regatas Santa Fe
- 1943: Banco Nación
- 1942: Asociación Cristiana de Jóvenes
- 1941: Club de Gimnasia y Esgrima de Buenos Aires

(...)
- 1938: Club de Regatas Santa Fe
- 1936: Club de Gimnasia y Esgrima de Buenos Aires
- 1935: Club de Gimnasia y Esgrima de Buenos Aires

(...)
- 1930: Club de Gimnasia y Esgrima de Buenos Aires

(...)
- 1927: Club de Gimnasia y Esgrima de Buenos Aires
- 1926: Club de Gimnasia y Esgrima de Buenos Aires
- 1925: Club de Gimnasia y Esgrima de Buenos Aires

(...)